# Елефтеро
Елефтеро (грч. Ελεύθερο) је насељено место у општини Гребен у периферији Западна Македонија, Грчка. Према попису из 2021. године било је 35 становника.
Према бугарском географу и историчару, Василу Канчову, у Елефтерију је 1900. године живело 127 Грка муслимана (Валахади) и 120 Грка хришћана. Године 1923. муслиманско становништво је принудно исељено у Турску а на њихово место је насељено 90 грчких избегличких породица, укупно 307 особа. На попису из 1928. године Елефтеро је имао 442 становника. Током Грчког грађанског рата село је настрадало, због чега је после рата за већи број избегличких породица подигнуто насеље Елефтеро Просфигон. Након пресељења избеглица на попису из 1961. године било је 220 становника. Село се раније звало Конско.